# Thomas Dimpfl
Thomas Dimpfl (* 30. Oktober 1961 in Würzburg) ist ein deutscher Gynäkologe.

## Leben
Dimpfl wurde als Sohn eines Arztes geboren. Er legte 1981 sein Abitur ab und leistete 1982/83 seinen Wehrdienst. Danach studierte er an der Ludwig-Maximilians-Universität München Medizin. 1988 arbeitete er vier Monate am Middlesex Hospital in London in der Abteilung für Abdominalchirurgie tätig. 1989 legte Dimpfl sein Staatsexamen ab. Im selben Jahr wurde er Arzt im Praktikum an der I. Frauenklinik der Universität München unter Günther Kindermann. 1990 wurde er in München zum Dr. med. promoviert. 1991 erhielt Dimpfl die Approbation und wurde Wissenschaftlicher Assistent und Assistenzarzt an der Klinik. 1992 war er für drei Monate als Guest Fellow am St George’s Hospital in London in der Abteilung für Urogynäkologie tätig. Ab 1994 war er Leiter der Urogynäkologie an der Münchener Klinik. Seit 1996 Facharzt, wurde Dimpfl 1997 zum Oberarzt der Klinik ernannt. 1998 wurde er Mitglied des geschäftsführenden Vorstandes der Deutschen Gesellschaft für Gynäkologie und Geburtshilfe (DGGG). 1998 hospitierte Dimpfl am Brigham and Women’s Hospital der Harvard Medical School. Er habilitierte sich 1999 und wurde zum Privatdozenten ernannt. Im Jahr 2001 wurde er zum Direktor der Frauenklinik im Klinikum Kassel berufen. 2003 erfolgte seine Umhabilitation an die Philipps-Universität Marburg, die ihm 2005 die Professur verlieh.
2006 wurde Dimpfl zum 1. Vorsitzenden der Mittelrheinischen Gesellschaft für Gynäkologie und Geburtshilfe sowie zum 1. Vorsitzenden der Arbeitsgemeinschaft Urogynäkologie und Plastische Beckenbodenrekonstruktion (AGUB) in der DGGG gewählt. Seit Oktober 2012 ist er Präsident der DGGG.
Dimpfl ist verheiratet und Vater von drei Kindern.

## Schriften
- Rainer Hofmann, Uwe Wagner, Thomas Dimpfl: Inkontinenz- und Deszensuschirurgie der Frau. Springer Verlag, Berlin 2008, ISBN 978-3-540-79937-5

## Auszeichnungen
- Förderpreis der Bayerischen Gesellschaft für Geburtshilfe und Frauenheilkunde (1996, 1998)
- Dantec Award der International Continence Society (1998, 1999)
- Vortragspreis der Mittelrheinischen Gesellschaft für Geburtshilfe und Gynäkologie (2005)